# デイヴ・セイボ
デイヴ・"ザ・スネイク"・セイボ（Dave "The Snake" Sabo, 本名：David Michael Sabo, デイヴィッド・マイケル・セイボ）は、ロックバンド、スキッド・ロウのギタリスト。
ニックネームであるザ・スネイクは、彼が12歳の頃に幼なじみのジョン・ボン・ジョヴィが、彼の長髪をからかっていった事から由来している。

## 経歴
1964年9月16日にニュージャージー州、パースアンボイで生まれ、セーアビルで育つ。家の前の通りにはジョン・ボン・ジョヴィも住んでおり、彼らは幼なじみだった。彼の母親のドロシーは、彼と彼の兄弟を一人で育てた。
彼は当時流行していたキッスやエアロスミス、ジューダス・プリースト、ブラック・サバス、ローリング・ストーンズ、ヴァン・ヘイレンなどを好んで聴き、彼が14歳のときに母親から40ドルのギターを買ってもらう。
後に彼は、初期のボン・ジョヴィ及び前身のワイルド・ワンズで初代ギタリストとして活動していたが、ファースト・アルバム発表前にリッチー・サンボラに追い出される形で脱退。
その後ベーシストのレイチェル・ボランらとスキッド・ロウを結成、ヴォーカルにセバスチャン・バックなどを迎え活動を開始。ボン・ジョヴィの支援や、エアロスミス等のツアー・サポートもありデビュー前から注目され、1989年のファースト・アルバムのリリース後にすぐに人気を集める。グランジ勢がヘヴィメタル勢に変わるまではかなりのヒットをおさめていた。セバスチャン・バックが脱退し、一時解散状態になるもジョニー・ソーリンガーが加入し活動再開。その後、元TNTのトニー・ハーネル、元ドラゴンフォースのZPサートと変遷し現在のヴォーカリストは元H.E.A.Tのエリック・グロンウォール。
現在彼はスキッド・ロウの活動をしながらマギー・エンタテイメントに所属しダウンやヴィンテージトラブルのマネジメントも務めている。